# キムタイン県
キムタイン県（キムタインけん、ベトナム語：Huyện Kim Thành / 縣金城?）は、ベトナム社会主義共和国ハイズオン省の県である。

## 行政区画
以下の1市鎮17社を管轄する。
- フータイ市鎮（Phú Thái / 富泰）
- ビンザン社（Bình Dân / 平民）
- コーズン社（Cổ Dũng / 古勇）
- コンホア社（Cộng Hòa / 共和）
- ダイドゥク社（Đại Đức / 大德）
- ドンカム社（Đồng Cẩm / 同錦）
- キムアイン社（Kim Anh / 金英）
- キムディン社（Kim Đính / 金頂）
- キムリエン社（Kim Liên / 金蓮）
- キムタン社（Kim Tân / 金新）
- キムスエン社（Kim Xuyên / 金川）
- ライヴー社（Lai Vu / 萊蕪）
- リエンホア社（Liên Hòa / 連和）
- グーフック社（Ngũ Phúc / 五福）
- フックタインA社（Phúc Thành A / 福城A）
- タムキー社（Tam Kỳ / 三岐）
- トゥオンヴー社（Thượng Vũ / 上武）
- トゥアンヴィエト社（Tuấn Việt / 俊越）